# Фабрике авиона Аеро Ист Јуроп
Фабрика  авиона 'Аеро Еаст Јуроп' (Aero-East-Europe)  у Јагодини (основана у Краљеву али потом пресељена) , бави се производњом лаких авиона. Фабрика авиона успешно сарађује на развоју нових лаких авиона са факултетима за машинство у Београду и Краљеву.
Из заједничке истраживачке и развојне сарадње са поменутим факултетима у Београду и Краљеву, стручњаци краљевачке фабрике авиона почели су производњу серије лаких авиона, клипних висококрилних једномотораца са трупом и крилима од алуминијума под називом СИЛА (скраћеница од Српска Индустрија Лаких Авиона). Производе три типа лаких авиона:
- СИЛА 450Ц, ултра лаки авион двосед, највеће дозвољене масе при полетању 472,5 кг, максималне брзине од 205 км/ч и максималног долета од 1080 км[1];
- СИЛА 750, и
- СИЛА 750 МТ.

Произведено је и продато више од 140 авиона свих типова а највећи број авиона је извезен.